# Albert VII. Habsburški
Albert VII. Habsburški (Bečko Novo Mjesto, 13. studenoga 1559. – Bruxelles, 15. lipnja 1621.) poznat i kao Albert Pobožni bio je vladar Španjolske Nizozemske te nadvojvoda Austrije i Gornje Austrije.